# 棚山ファミリーランド
棚山ファミリーランド（たなやまファミリーランド）は、富山県下新川郡朝日町棚山（標高約300m地点）にある公園（ファミリーランド）である 。

## 概要
同地は江戸時代の享和年間、魚津の片貝谷から木地師が移住し集落が始まったと伝えられているが、1977年に廃村となった場所である。
朝日町がこの土地を山林振興農林漁業対策事業として、1986年（昭和61年）10月から建設を進め、1989年（平成元年）4月28日に完成式、4月29日より一般開放された。総事業費は1億7千万円。
入場料は無料であるが、一部施設の利用料は有料である。定休日は毎週木曜日。また、冬季（12月1日 - 4月19日）は冬季休園となる。

## 主な施設
- ゲートボール場
- 遊歩道
- 展望休憩所
- バーベキュー広場
- わんぱく広場
- 野外ステージ
- ボート
- 自転車広場
- 炭焼き小屋
- 薬草園
- ライフハウス棚山荘（宿泊施設）

## 関連リンク
- 棚山ファミリーランド（一部休園中）／朝日町ホームページ - 下新川郡